# Августа София фон Пфалц-Зулцбах
Августа София фон Пфалц-Зулцбах (на немски: Augusta Sophie von Pfalz-Sulzbach; * 22 януари 1624, Зулцбах; † 30 май 1682, Нюрнберг) от фамилията на Вителсбахите, е пфалцграфиня от Пфалц-Зулцбах и чрез женитба княгиня фон Лобковиц.

## Биография
Тя е дъщеря на пфалцграф и херцог Август фон Пфалц-Зулцбах (1582 – 1632) и съпругата му Хедвиг фон Шлезвиг-Холщайн-Готорп (1603 – 1657), дъщеря на херцог Йохан Адолф фон Шлезвиг-Холщайн-Готорп. След смъртта на баща ѝ Августа София е възпитавана в двора на нейната леля, шведската кралица Мария Елеонора в Нюшьопинг.
Августа София не е богата и се омъжва на 6 февруари 1653 г. за бохемския княз Венцел Евсебий фон Лобковиц (1609 – 1677), херцог на Саган (1646 – 1677). Тя е втората му съпруга. Нейната зестра е в размер 12 000 талера.
След смъртта на съпруга ѝ тя живее в Нюрнберг, където умира на 30 май 1682 г. и е погребана в църквата „Св. Лоренц“.

## Деца
Августа София и Венцел Евсебий фон Лобковиц имат децата:
- син (*/† 1654)
- Фердинанд Август Леополд (1655 – 1715), княз на Лобковиц, херцог на Саган

∞ 1. 1677 графиня Клавдия фон Насау-Хадамар (1660 – 1680)
∞ 2. 1680 принцеса Мария Анна Вилхелмина фон Баден-Баден (1655 – 1701)
∞ 3. 1702 графиня Мария Филипина фон Алтхан (1671 – 1706)
∞ 4. 1707 принцеса Мария Йохана фон Шварценберг (1689 – 1739)
- Филип Фердинанд Алберт (1656 – 1657)
- Мария Хедвиг София (1658 – 1665)
- Франц Вилхелм Игнац фон Лобковиц (1659 – 1698)